# Hilda Borgström
Hilda Theresia Borgström (Stoccolma, 13 ottobre 1871 – Stoccolma, 2 gennaio 1953) è stata un'attrice svedese.

## Biografia
Studiò alla scuola del balletto dell'Opera reale svedese dal 1880 al 1887, per poi frequentare dal 1887 al 1888 la scuola del conservatorio guidata da J. Josephson. Dal 1888 al 1889 collaborò con la Rydbergs sällskap. Si esibì nei maggiori teatri svedesi, come lo Stora teatern di Göteborg (1889-1890), lo Svenska Teatern di Helsinki (1893-1894) e il Teatro Reale Drammatico (1920). Tra i registi che la diressero si menzionano Axel Bosin, August Lindberg e Albert Ranft, mentre tra i suoi ruoli principali si ricordano Hilde ne Il costruttore Solness, Mandanika in Vasantasena, Lisa in Lycko-Pers resa, Muriel in John Glaydes ära, Cyprienne in Vi skiljas, Franciska in Minna von Barnhelm , Katarina ne La bisbetica domata, Mizi in Alskog, Maria ne La dodicesima notte, Helene Laroche in Taifun, Lizzie in Syndafloden, la protagonista in Lady Frederick, Signe in Högt spel, Maria in Trettondagsafton, Annie in Anatole e Johanne in Aventyr pa fotvandring. Ricevette la Medaglia Litteris et artibus.

## Filmografia parziale
- Ett hemligt giftermål, regia di Victor Sjöström (1912)
- Lady Marions sommarflirt, regia di Victor Sjöström - cortometraggio (1913)
- Ingeborg Holm, regia di Victor Sjöström (1913)
- Il carretto fantasma (Körkarlen), regia di Victor Sjöström (1921)
- Senza volto (En Kvinnas ansikte), regia di Gustaf Molander (1938)
- Sangue ribelle (Driver dagg faller regn), regia di Gustaf Edgren (1946)
- Musica nel buio (Musik i mörker), regia di Ingmar Bergman (1948)